# J-BREAK
『J-BREAK』（ジェイ・ブレイク）は、ZIP-FMで放送されていた音楽番組である。2016年4月4日放送開始、2022年3月31日放送終了。ナビゲーター（DJ）は、開局からZIP-FMの番組に出演し続けていたジェイムス・ヘイブンス。

## 概要
ジェイムス・ヘイブンスがナビゲーターを務める、ZIP-FMの番組。ジェイムスにとって、月曜から木曜の帯番組を務めるのは、『POWER HOUR』が終了した2012年3月以来。大体のコーナーは『J-MIX』、『GOLDEN Z』から引き継いでいる。
『WOW!』や『DIG IT! DIG IT!』および『GROOVER'S DIVE』（いずれも終了）同様に、同局で流れていないジャニーズ事務所所属歌手やアイドルグループの曲、さらには演歌・歌謡曲がオンエアされる場合がある。

## シリーズの終焉
2022年1月20日、ジェイムスが自身のFacebook上にてZIP-FMの社長より「局の若返りを図りたい」との理由で同年3月31日の放送をもって番組を終了することと、自身の契約解除を告げられた事を報告。これにより、1993年10月にZIP-FMの開局から始まった『ZIP MORNING BUZZ』時代から28年半にわたって担当していたジェイムス・ヘイブンス出演の一連のシリーズが幕を降ろすことになった。

## 放送時間
いずれもJST。
- 毎週月曜 - 木曜 12:00 - 14:00（2016年4月 - 2018年3月）
- 毎週月曜 - 木曜 11:00 - 13:00（2018年4月 - 2020年3月）
- 毎週月曜 - 木曜 11:30 - 14:00（2020年4月 - 2022年3月）

## ナビゲーター
- ジェイムス・ヘイブンス

### 代打ナビゲーター
- SEAMO（2017年9月11日 - 2017年9月14日）
- 花上裕香（2017年9月11日 - 2017年9月14日、2019年8月7日、2019年8月13日）
- 澤田修（2017年9月18日 - 2017年9月21日、2019年8月6日 - 2019年8月8日）
- 中川大輔（2019年8月12日 - 2019年8月15日、2021年4月5日[注釈 2]）
- 川村茉由（2019年8月8日、2019年8月12日）
- 清里千聖（2019年8月6日、2019年8月15日）
- 上野智子（2019年8月14日）

## タイムテーブル
(公式サイトに掲載された時刻であるが、時間が前後する場合もある。)
2022年3月31日放送分までの番組進行
- 11:30 番組スタート。

一曲かけた後、ジェイムスのフリートーク。
- 11:50- はぴねすくらぶ ラジオショッピング

- 12:00-12:15 EVERYDAY WEEKEND!

前半は、ジェイムスが選んだニュースを紹介し、それに対して意見を述べる。数本のニュースを紹介した後、紹介したニュースにまつわるコントを放送する。
コントの後にかかる曲は、その日が誕生日のアーティストの曲が大半で、誕生日の有名人も紹介される。
コーナー後半は、毎回天気にまつわる話題を届ける、「KNOW・KEY」。フリーアナウンサーの橋本美穂が登場。曜日ごとにテーマが決まっており、月曜日は「一週間の天気予報の解説」、火曜日、水曜日は「ノーテン聞きたい！」、木曜日は「リスナーの知りたい地点の週末の天気」
- 12:15 HEADLINENEWS、 TRAFFIC INFORMATION

最新ニュースと交通情報。ジェイムスがそれぞれの担当のアナウンサーと軽く話すことがある。
- 「LISTEN, JAMES（リッスン、ジェイムス）」

ジェイムスへ電話や便りを通して、リスナーの悩みや自慢話、最近嬉しかったことなどを聞いてもらう。一度の放送で2回コーナーがある。
- 12:47-12:52  OYABAKaaaan!

このコーナーでは、ジェイムスが自慢の内容を「親ばか〜ん」か「親がばか〜ん」で判定する。「親ばか〜ん」を5回取ると、このコーナーでは、ジェイムスが自慢の内容を「親ばか〜ん」か「親がばか〜ん」で判定する。「親ばか〜ん」を5回取ると、特製「オヤバカガミ」を獲得できる。
- 13:00-13:05 LUCKyyyyN ROULETTE（ラッキーん・ルーレット）

リスナーが電話出演して、確率1/2のルーレットを回して特製「ラッキーんホルダー」を獲得できる。
- 13:20- WEATHER INFORMATION、 TRAFIC INFORMATION

- 「生リク」

ジェイムスがリスナーへ電話して、直接リクエスト曲を尋ねる。このコーナーでも「ラッキーんホルダー」を獲得できる。
- 13:55ごろ- エンディング

最後にかける曲は、ジェイムスが選んだ一曲が一週間流れる。
2022年1月31日放送分までの番組進行
- 11:30 番組スタート。

- 11:50- はぴねすくらぶ ラジオショッピング

- 12:00-12:15 EVERYDAY WEEKEND!

- 12:15 HEADLINENEWS、 TRAFFIC INFORMATION

- 12:35-12:45 FOR YOUR HEARTS

リスナーと電話で、将来の夢や願望などについて話すコーナー。
- 12:47-12:53  OYABAKaaaan!

- 13:00-13:05 FOR YOUR LIFE

リスナーと電話で、人生のエピソードについて話すコーナー。
- 13:20- WEATHER INFORMATION、 TRAFIC INFORMATION
- 13:40-

月曜 「スヴェンソン I'M A MAN」
女性リスナーから見たかっこいい男性像について紹介。
火曜 「D-CONNECTION」
リスナーの繋がりたい人にポップアップ。
水曜「BEFORE AFTER」
リスナーによる身の回りのビフォーアフターエピソードを紹介。
木曜 「EK EK CAR LIFE」
リスナーによる過去に乗っていたクルマにまつわる思い出を紹介。本コーナーの直前に同スポンサーのEK ZEROの商品を紹介するラジオショッピングを放送する場合がある。コーナーのBGMとして、今井美樹の「DRIVEに連れてって」のイントロの部分が使われていた。
- 「HELLO! ZIP-SHOP」

店内でZIP-FMを流してくれている店に、生電話をつなぎ、店の紹介をしてもらう。水曜日のみのコーナーだったが適当な時間帯に電話をかけるようになった。
- 13:55ごろ- エンディング

過去に存在したコーナー
月曜 「RENDEZ-VOUS DRIVE」
ジェイムスが、週末の出来事をテーマにトークし、フリーアナウンサーの橋本美穂が採点。
火曜 「ZIP WEDDING DESK Plus」
将来、結婚式を挙げるリスナーに向けて、様々な情報を紹介するコーナー。リスナーから結婚式の成功談、失敗談、ジェイムスに自分の結婚式で、やってほしいことなどを募集している。
水曜「Let's English!」
毎回一人のリスナーが、電話でジェイムスと、英会話をするコーナー。
木曜 「Hapi Hapi Mami」
子育てにまつわるランキングや、子供が喜んでくれた料理を紹介。

## その他
- 番組では、生電話でリクエストをする「生リク」の参加者を募集していた。採用され電話に出ると、ジェイムスのサイン入りステッカーなどがもらえるほか、採用された人の中から、抽選で選ばれた出演者には「ラッキーンホルダー」がプレゼントされる（電話に出た直後に鳴る、鐘の音が合図）。